# Leptopteracris rubricauda
Leptopteracris rubricauda är en insektsart som beskrevs av Frédéric Carbonell och Marius Descamps 1978. Leptopteracris rubricauda ingår i släktet Leptopteracris och familjen gräshoppor. Inga underarter finns listade i Catalogue of Life.